# Australian Championships 1937
Gli Australian Championships 1937 (conosciuto oggi come Australian Open) sono stati la 30ª edizione degli Australian Championships e prima prova stagionale dello Slam per il 1937. Si è disputato dal 22 al 30 gennaio 1937 sui campi in erba del White City Stadium di Sydney in Australia.
Il singolare maschile è stato vinto dall'australiano Vivian McGrath, che si è imposto sul connazionale John Bromwich in cinque set. Il singolare femminile è stato vinto dall'australiana Nancye Wynne Bolton, che ha battuto la connazionale Emily Hood Westacott in tre set. Nel doppio maschile si è imposta la coppia formata da Don Turnbull e Adrian Quist, mentre nel doppio femminile hanno trionfato Thelma Coyne Long e Nancye Wynne Bolton. Il doppio misto è stato vinto da Nell Hall Hopman e Harry Hopman.

## Risultati

### Singolare maschile
Vivian McGrath ha battuto in finale  John Bromwich con il punteggio di 6–3, 1–6, 6–0, 2–6, 6–1

### Singolare femminile
Nancye Wynne Bolton ha battuto in finale  Emily Hood Westacott con il punteggio di 6–3, 5–7, 6–4

### Doppio maschile
Adrian Quist /  Don Turnbull hanno battuto in finale  John Bromwich /  Jack Harper con il punteggio di 6–2, 9–7, 1–6, 6–8, 6–4

### Doppio femminile
Thelma Coyne Long /  Nancye Wynne Bolton hanno battuto in finale  Nell Hall Hopman /  Emily Hood Westacott con il punteggio di 6–2, 6–2

### Doppio misto
Nell Hall Hopman /  Harry Hopman hanno battuto in finale  Dorothy Stevenson /  Don Turnbull con il punteggio di 3–6, 6–3, 6–2